# 現存艦隊主義
現存艦隊主義（げんぞんかんたいしゅぎ）とは、決戦を避けて自軍の艦隊を温存することにより、艦隊の潜在的な能力で敵国の海上活動を妨害する海軍戦略である。フリート・イン・ビーイング（英語: fleet in being）の訳語で、艦隊保全主義（かんたいほぜんしゅぎ）とも言う。

## 語源
「フリート・イン・ビーイング」の言葉を最初に用いたのは、17世紀のイングランド海軍の提督トリントン伯アーサー・ハーバートである。ハーバートは、大同盟戦争初期にイギリス主力艦隊の司令長官を務め、1690年6月にフランス艦隊と遭遇した際に消極的な退避行動をとった末、女王メアリー2世の命令でようやくビーチー・ヘッドの海戦（en）を戦ったが、敗れた。本国に帰還したハーバートは敗北責任を問われて軍法会議にかけられると、「私が常々述べているように、わが方が健在な艦隊を保有している限り、彼らフランス側はイギリス本土侵攻を試みるはずが無いのです。（“I always said that whilst we had a fleet in being, they would not dare make an attempt.”）」と、自己の消極的な指揮を弁明した。
このハーバートの言葉が、以後そのまま戦略についての軍事学用語として定着した。

## 理論
現存艦隊主義は、自軍艦隊が存在していることで生じる脅威によって敵国の海上活動を妨げようとする消極的な戦略構想である。現存艦隊主義に基づく基本的な艦隊運用は、できるかぎり艦隊決戦を回避して自軍の海上勢力を温存することとなる。戦術的には、仮に海戦となっても敵艦隊の撃滅を追求せず、敵の攻勢戦略を阻止できる程度の損傷を与えることが目標となる。逆に自軍艦隊が撃滅されることを避けるために、柔軟な撤退が可能なような戦術行動を行う。「見敵必戦」をモットーとするような積極戦略とは対極に位置する。
このような現存艦隊が効果を発揮するのは、保全された艦隊が敵国の海上行動を阻止しうる潜在的な能力を保持している場合に限られる。たんに艦隊が現存するだけでは、脅威とならない。
現存艦隊主義の欠点としては、制海権の獲得ができないことである。自国の自由な海上活動を可能にするためには、積極的に敵艦隊の撃滅を図らなければならない。
現存艦隊主義は、国力に劣る国が、より強大な海軍国に対抗する戦略として採用されることが多い。劣勢国側が艦隊を温存して自己に有利な時と場所を選んで投入できる態勢を保持することで、相手国はいつどこに劣勢側の艦隊が出現しても対応できるよう、劣勢側以上の兵力を待機させなければならず、効率的に敵の海上勢力を拘束できる。

## 実戦の例
現存艦隊主義は、海戦史上で功罪の両面を残してきた。

### イギリス
最初に現存艦隊の言葉を用いたハーバートのビーチー・ヘッドの海戦における指揮は、不適当と批判する見解が多い。軍法会議においてハーバートの弁明は受け入れられて無罪となったが、判事全員が元部下であったためとも推測され、ハーバートの現役復帰が認められることも無かった。海上自衛隊海将補の小林幸雄は、仮にフランス艦隊が上陸戦を実行したならばイギリスの残存艦隊には阻止する能力が無く、ハーバートの現存艦隊への評価は過大であったとしている。

### フランス
フランス海軍は、イギリス海軍に対抗する戦略として伝統的に現存艦隊主義を採用してきた。帆走の戦列艦の時代から、撤退が容易なよう風下に位置する戦術を好み、敵艦に致命傷を負わせるよりも航行不能とすることを狙って、船体ではなくマストなどの帆装を射撃目標とした。
第二次世界大戦では、ヴィシー政権がナチス・ドイツに対し、国が負けたとはいえ依然強力なその海軍を温存し連合国側に引き渡さないことの確約を条件の一つとして（実態がどうだったのか、という議論は大いにあるが）フランスの直接統治と中立を認めさせている。そしてこの国一つ分の健在な艦隊に対し、イギリスとドイツがそれぞれ敵の手に落ちるのを防ぐための軍事行動を起こした（メルセルケビール海戦、リラ作戦とツーロン軍港の一斉自沈）という事実は、戦闘能力のある艦隊はそれ自体がどれほどの政治的価値を持つか、そしてそのような艦隊は自国の港にいるだけでも対立する勢力にとっては充分な脅威である、ということを実証する良い例であると言える。

### ドイツ
第一次世界大戦では、ドイツ海軍が、イギリス海軍に対抗する手段として現存艦隊主義を採用した。これは現存艦隊主義の最重要事例であるとも評される。軍港内へ引きこもった大洋艦隊に対処するため、イギリス海軍は主力艦隊（en）に戦力を集中しなければならず、他方面での攻勢作戦の支援やUボート対策の船団護衛へ十分な戦力を割くことができなかった。一方でドイツは北海の制海権を確保できなかったため海路での食糧輸入ができず、大戦後半「カブラの冬」に代表される食糧不足に苦しむことになった。また温存されるだけの大洋艦隊は作戦重点がUボートによる通商破壊戦に移る中で人員・給与待遇面で劣った扱いを受けるようになり、このことに対する水兵の不満はキール軍港での反乱、そしてドイツ革命へとつながった。
第二次世界大戦でも、ドイツ海軍はイギリス海軍に対して非常に限定的なものではあったが本主義を採用した。フランスに派遣されたシャルンホルスト級戦艦「シャルンホルスト」「グナイゼナウ」、アドミラル・ヒッパー級重巡洋艦「プリンツ・オイゲン」は大西洋の連合軍輸送船団にとって無視できない脅威であり、またノルウェーに派遣されたビスマルク級戦艦「ティルピッツ」は幾度も攻撃の対象となった。ティルピッツは"孤独の女王"とも呼ばれる程何年間にも渡り作戦行動を行ってはいなかったが、イギリス海軍は本艦を脅威とみなして戦艦を含む対抗戦力を本国に貼り付け続け、結果として英海軍の前線戦力を長期間減少させ続けた。

### オーストリア＝ハンガリー
第一次世界大戦ではオーストリア＝ハンガリー海軍も現存艦隊主義を採用し、アドリア海の制海権を終戦までほぼ完全に確保した。しかしイタリア海軍によってアドリア海入口のオトラント海峡に機雷堰を作られたことで地中海へ打って出ることもまた困難になり、それ以上戦局に寄与することができなかった。

### ロシア／ソ連
日露戦争でロシア太平洋艦隊は旅順軍港に籠り、本国からのバルチック艦隊の来航を待つ作戦を取った。しかし出撃に消極的な姿勢から旅順港そのものの海上封鎖と陸上からの攻略を許してしまい、艦隊はウラジオストクへの脱出ができぬまま港内で自沈する結果になった。一方で日本軍は旅順攻略のため多大な労力と犠牲を払ったし、バルチック艦隊も日本海軍の迎撃を回避してウラジオストクに入港できていれば日本軍の海上補給線に深刻な脅威となって戦争の勝敗を変えかねなかったので、これもまた阻止された現存艦隊主義の一例、とも言える。
冷戦期のソ連海軍はキーロフ級「巡洋戦艦」やキエフ級「空母」といった（西側から見て）いかにも脅威な艦を中核に据えていた。冷戦終了まで日本を含む西側諸国がソ連海軍をどれほど過大評価していたかを考えれば、これは抑止力として十分成功した現存艦隊主義と言えるかもしれない。ただし、そのための軍事予算がソ連の国家財政の深刻な負担になっていたことも事実である。

### 中国
清仏戦争では、この時点で最も大きい戦力を有していた福建艦隊が軍港兼造船所であった福州に籠ってフランス軍に睨みを利かせようとした。しかし双方の戦力に開きがあることを見抜いたフランス艦隊によって福州を攻撃され、福建艦隊は全滅した（馬江海戦）。弱い艦隊で現存主義を採った時の失敗例と言えよう。
日清戦争では、清朝の事実上の戦争指導者だった李鴻章が配下の北洋艦隊に対し鴨緑江河口より南への出撃を禁じ、日本海軍との積極的な交戦も控えるよう命じた。当時北洋艦隊は装甲艦定遠、鎮遠を筆頭に東アジア最大の戦力を有していたが、予算不足と艦隊維持のインフラ面の問題（定遠級を整備できるドックが香港と長崎にしかなかった。また福州船政局が前述の清仏戦争の被害で機能低下していた）を抱えていた。このため李は艦隊を日本から有利な講和条件を引き出すための政治的脅しとして使うことを第一に考えていたが、艦隊は鴨緑江河口での遭遇戦（黄海海戦）で敗れ、後退した威海衛でも損傷の復旧もできぬまま日本軍の海陸からの攻略の前に降伏を強いられた。この後列強の侵略は加速し、義和団事件を経て清朝は崩壊するので、見方を変えれば健在な時の北洋艦隊は周辺国に対し一定の抑止力として機能していた、と言えるかもしれない。

### アルゼンチン
フォークランド紛争において、アルゼンチン海軍は巡洋艦「へネラル・ベルグラノ」の喪失後、空母「ベインティシンコ・デ・マヨ」を主力とする空母機動部隊を出撃させず、艦載機のみを陸上基地から運用した。
これはマヨの機関の調子が悪く艦載機発艦が難しかったからでもあるのだが、結果としてイギリス海軍にアルゼンチン沿岸での作戦行動を躊躇わせる効果を生んだ。また、アルゼンチン軍がエグゾセ空対艦ミサイルによってイギリス艦隊に損害を与えたことも相まって、緒戦でイギリス海軍は空母機動部隊をフォークランド諸島に接近させることができなかった。

## 関連文献
- アルフレッド・セイヤー・マハン 『海軍戦略』 1911年。